# Елховский район
Елховский район — административно-территориальная единица (район) и муниципальное образование (муниципальный район) в Самарской области России.
Административный центр — село Елховка.

## География
Район расположен на севере области. Граничит с Кошкинским, Сергиевским, Красноярским районами и с Ульяновской областью (Мелекесский и Новомалыклинский районы). Площадь — 1201 км².
Основные реки — Кондурча, Кармала, Большой Авраль, Кандабулак.
Административный центр расположен в селе Елховка, в 80 километрах от Самары. Это наименее населённый район области.

## История
На территории района расположено несколько курганов, которые обозначают места древних захоронений более трёх тысяч лет. В средние века на территории района кочевали племена сарматов и хазаров. Территория также входила в состав Золотой Орды, Казанского ханства, здесь проходила северная ветка торгового Шёлкового пути.
В конце XVI века этот край стал частью Российского государства. Елховка основана в 1745 году. С конца XVIII века район относился в Самарскому уезду.
Елховский район был образован Постановлением ВЦИК 14 мая 1928 года и входил в состав Средне-Волжской области. Затем он дважды упразднялся:
- с 1963 по 13 января 1992 года его территория входила в состав Кошкинского укрупнённого района Куйбышевской области[5].

13 января 1992 года район был создан в третий раз с центром в селе Елховка.

## Население
| 2002   | 2008  | 2010    | 2011  | 2012  | 2013  | 2014  | 2015  | 2016  |
| ------ | ----- | ------- | ----- | ----- | ----- | ----- | ----- | ----- |
| 10 187 | ↘9964 | ↗10 046 | ↘9995 | ↘9994 | ↘9940 | ↗9992 | ↘9771 | ↘9617 |
| 2017   | 2018  | 2019    | 2020  | 2021  |       |       |       |       |
| ↘9500  | ↘9445 | ↘9386   | ↘9360 | ↗9487 |       |       |       |       |

Всего насчитывается 39 населённых пунктов.

## Административное деление
В муниципальный район Елховский входят 7 муниципальных образований со статусом сельского поселения:
1. сельское поселение Берёзовка (село Берёзовка, деревня Идея, село Кубань Озеро)
2. сельское поселение Елховка (деревня Булькуновка, посёлок Вершины, село Елховка, посёлок Кругловка, село Пролейка)
3. сельское поселение Красные Дома (сёла Вязовка, Красные Дома, посёлок Подсолнечный, Стрела, Чесноковка, деревни Березовка, Большая Фёдоровка, Константиновка, Мордвинка, Павловка, Сосновка, Шабановка)
4. сельское поселение Красное Поселение (село Красное Поселение, Заблоцкое, село Петропавловка, посёлок Елховое Озеро, Казачий, Нижняя Кондурча, Солонцовка, деревня Владимировка, Троицкая)
5. сельское поселение Никитинка (деревня Горностаевка, посёлок Зеленогорский, село Знаменка, посёлок Зорьки, село Никитинка, село Тукшум)
6. сельское поселение Сухие Аврали (сёла Мулловка, Сухие Аврали)
7. сельское поселение Тёплый Стан (сёла Борма, Тёплый Стан)

## Экономика
Экономика района представлена в основном сельскохозяйственными предприятиями.